# Weltpostvertrag

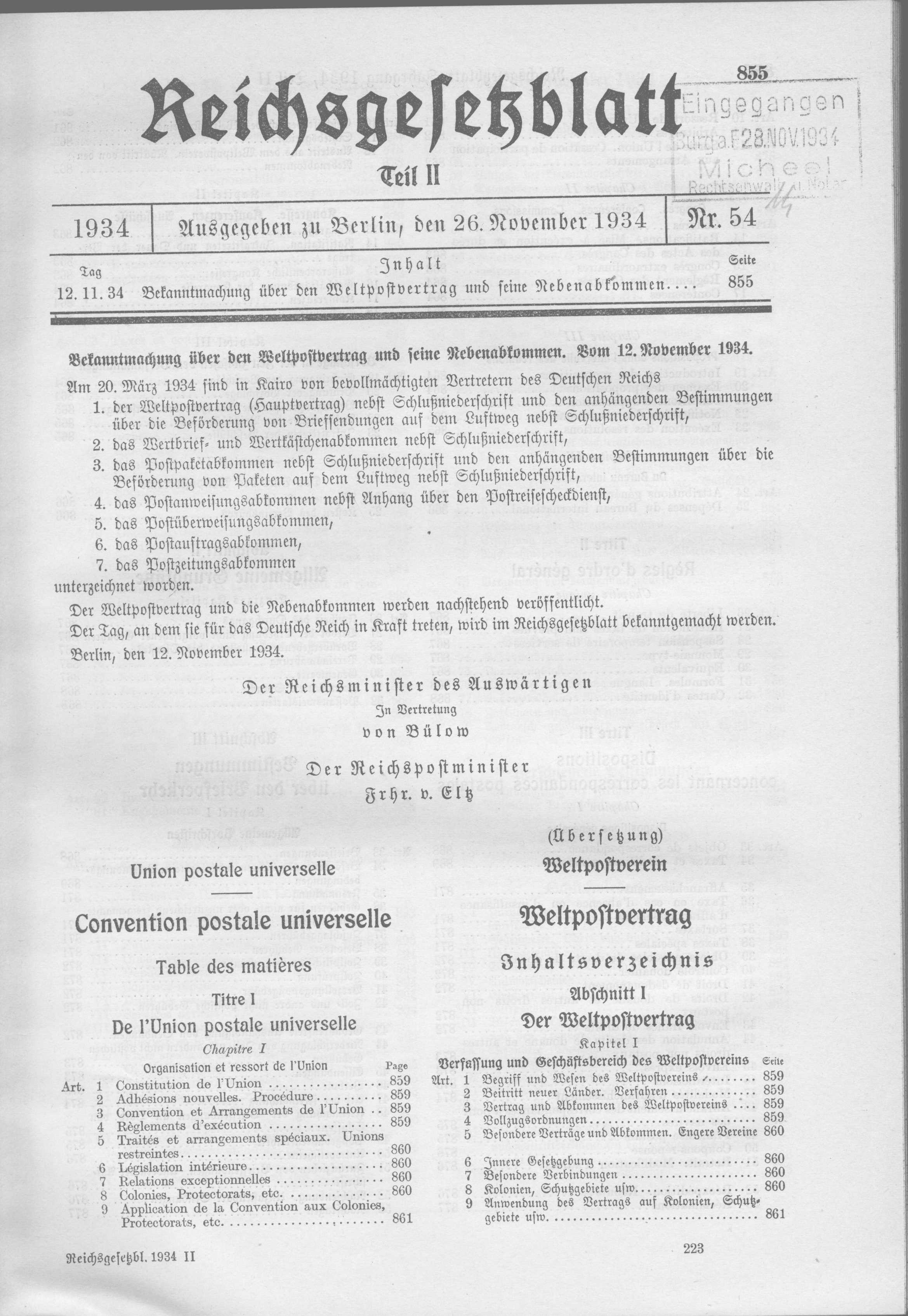
Weltpostvertrag 1934

Der Weltpostvertrag ist der Hauptvertrag des Weltpostvereins und kann als dessen Verfassung angesehen werden. Er enthält grundlegende Bestimmungen und Vorschriften über den Briefpostdienst. Der Beitritt zum Weltpostvertrag ist Voraussetzung für die Mitgliedschaft im Weltpostverein, während der Beitritt zu den Nebenabkommen (Weltpostvereinsverträge) freigestellt ist.

## Geschichte
Vorläufer des Weltpostvertrages ist der Berner Vertrag, betreffend die Gründung eines allgemeinen Postvereins vom 9. Oktober 1874. Ein Weltpostvereinsvertrag (Convention union postale universelle) ist zuerst am 1. Juni 1878 (RGBl. 1879 S. 83) auf dem Weltpostkongress in Paris geschlossen worden. Der Kongress von Lissabon änderte den Vertrag durch ein Zusatzabkommen am 21. März 1885 (RGBl. 1886 S. 82). In Wien wird der Vertrag unter der Bezeichnung Weltpostvertrag am 4. Juli 1891 neu gefasst (RGBl. 1892 S. 503), ebenfalls in Washington am 15. Juni 1897 (RGBl. 1898 S. 1079), in Rom am 26. Mai 1906 (RGBl. 1907 S. 593), in Madrid am 30. November 1920 und in Stockholm am 28. August 1924. Der Stockholmer Weltpostvertrag ist am 1. Oktober 1925 in Kraft getreten.
Bis zum Kongress in Madrid sind der Weltpostvertrag und die übrigen Vereinsverträge im Allgemeinen in der ursprünglichen Form beibehalten und nur durch Zusätze und Änderungen den wechselnden Bedürfnissen angepasst worden. Die Frage einer Umgestaltung der Verträge ist schon auf dem Kongress in Rom 1906 und dann wieder auf dem Kongress in Madrid 1920 erörtert worden. Beide Kongresse sahen davon ab, die Form der Verträge grundlegend zu ändern. Doch setzte der Kongress in Madrid einen aus sieben Mitgliedern, darunter auch Deutschland, bestehenden Ausschuss ein, dessen Aufgabe es sein sollte, für die im Laufe der Zeit immer unübersichtlicher gewordenen Verträge einen Entwurf auszuarbeiten, der einfach, klar und übersichtlich wäre. Der Ausschuss tagte zuerst vom 29. Juli bis 22. August 1921 in Zermatt und einigte sich in großen Zügen über eine neue Fassung des Weltpostvertrages nebst Vollzugsordnung. Nachdem die Entwürfe die Zustimmung der Vereinsverwaltungen gefunden hatten, wurden sie festgeschrieben. Die bei den Verhandlungen des Postkongresses in Stockholm angenommenen Verträge unterscheiden sich von den früheren hauptsächlich dadurch, dass alle wichtigen allgemeinen Bestimmungen, insbesondere die über die Verfassung des Weltpostvereins, in einem Vertrage, dem Weltpostvertrag, zusammengefasst sind, und dass sich ferner in der neuen Fassung der Verträge die Bestimmungen nicht in einer ununterbrochenen Folge langer Artikel darstellen, sondern in zahlreiche klar geschiedene Gruppen (Abschnitte und Kapitel) mit besonderen Überschriften und in kurze, den Gruppen untergeordnete Artikel mit knapper Inhaltsangabe gegliedert sind.

## Inhalt
Der Weltpostvertrag gliedert sich in eine Präambel, drei Abschnitte, eine Schlussniederschrift und in die „Anlage Abkommen UNO / WPV“.
Der erste Abschnitt enthält die grundsätzlichen Bestimmungen über Aufbau, Organisation, Geschäftssprache und Arbeitsweise des Weltpostvereins und gewisse allgemeine Grundsätze für den internationalen Postverkehr, so vor allem die Freiheit des Durchgangs, das Recht auf Benutzung der Vereinseinrichtungen (Aufstellung des Grundsatzes, dass die Vereinsländer jedermann das Recht zur Benutzung der Einrichtungen der verschiedenen Dienstzweige zugestehen), das Verbot nicht vorgesehener Gebühren, die vorübergehende Einstellung des Dienstes, die Gebührenfreiheit für Kriegsgefangene, Zivilinternierte und für Blindensendungen, die Vereinswährung (ehemals Goldfranken heute Sonderziehungsrecht), das Abrechnungsverfahren, die Gegenwertberechnung, Postwertzeichen, Vordrucke, Formblätter und die Ausgabe von Postausweiskarten.
Der Weltpostvertrag bestimmt Begriff und Wesen des Weltpostvereins dahin, dass die Länder, zwischen denen der Vertrag abgeschlossen ist, für den Austausch der Briefsendungen ein einziges Postgebiet bilden, und dass Aufgabe des Weltpostvereins auch die Einrichtung und Vervollkommnung der sonstigen Dienstzweige im zwischenstaatlichen Postverkehr ist. Im Eingang des Stockholmer Weltpostvertrag sind als vertragsschließende Teile 83 Länder aufgeführt. Wegen der Verfassung und der Einrichtung des Weltpostvereins, Internationalem Büro des Weltpostvereins, Weltpostkongresse und Weltpostkonferenzen, Ausschüsse in Weltpostvereinsangelegenheiten, Schiedsgerichte des Weltpostvereins.
Der zweite Abschnitt regelt den Briefpostdienst. Im 1. Kapitel wird der Begriff Briefsendung umrissen. Ferner werden hier behandelt: Gebühren, allgemeine Versendungsbedingungen, Antwortscheine, Eilsendungen, Zurückziehung der Sendung und Anschriftenänderung, Nachsendung, Unzustellbarkeit, Versendungsverbote, postdienstliche Verzollungsfragen, Gebührenzettel, Nachfragen. Das zweite Kapitel dieses Abschnittes ist den Einschreibsendungen und deren Haftung gewidmet. Das dritte Kapitel spricht den Grundsatz aus, dass eine Gebühr dem erhebenden Vereinsland gehört und erörtert im Wesentlichen dann die Frage der Durchgangskosten.
Unter Briefsendungen sind nach dem Weltpostvertrag Briefe, Postkarten, Geschäftspapiere, Warenproben, Drucksachen einschließlich der Blindenschriftsendungen und Mischsendungen (zusammengepackte Geschäftspapiere, Warenproben und Drucksachen) zu verstehen. Der Vertrag regelt für diese Sendungen die Gebührenerhebung, die Gewichts- und Ausdehnungsgrenzen, die Zulassung von Eilzustellung, Einschreiben und Nachnahme. Über die Beschaffenheit der einzelnen Arten von Briefsendungen enthält der Weltpostvertrag nur allgemeine Bestimmungen (z. B. für Geschäftspapiere, Warenproben und Drucksachen die Bestimmung, dass sie keine Briefe und keine Angaben enthalten dürfen, die die Eigenschaft einer wirklichen und persönlichen Mitteilung haben; für Warenproben die Bestimmung, dass sie keine Gegenstände von Handelswert enthalten dürfen), während alle näheren Einzelheiten über die Beschaffenheit der Sendungen sowie über deren postdienstliche Behandlung in der Vollzugsordnung zum Weltpostvertrag enthalten sind. Aus dem sonstigen Inhalt des Weltpostvertrags sind hervorzuheben die Vorschriften über die Verantwortlichkeit der Post für Einschreib- und Nachnahmesendungen, über den Gebührenbezug im Briefverkehr und die an Durchgangsländer für die Beförderung von Briefsendungen und Briefposten zu zahlenden Entschädigungen, über die Versendungsverbote, über die Regelung des Postaustausch mit den nicht zum Weltpostverein gehörenden Ländern.
Der dritte Abschnitt enthält als Schlussbestimmung einen Artikel, der den Zeitpunkt des Inkrafttretens des Vertrages festsetzt.
Die Schlussniederschrift enthält vor allem gewisse Sonderregelungen für einzelne Vereinsländer. Hervorzuheben ist hier die Bestimmung, dass kein Vereinsland verpflichtet ist, Briefsendungen zu befördern, die ein in seinem Bereich wohnender Absender unter Ausnutzung der niedrigeren Gebühr in einem anderen Vereinsland einliefert.
Die Vollzugsordnung regelt außer Beschaffenheit und postdienstlicher Behandlung der Briefsendungen, Berechnungsgrundlagen für die Durchgangskosten usw. vor allem auch die Einrichtung des internationalen Büros in Bern. Zu dem Hauptvertrag gehören das Abkommen zwischen den Vereinten Nationen und dem Weltpostverein und die Bestimmungen über die Beförderung von Briefsendungen auf dem Luftweg.

## Trivia
Seit 2014 sorgen im Internet verbreitete Gerüchte für eine gewisse Medienaufmerksamkeit, dass es in Deutschland angeblich unter Berufung auf den Weltpostvertrag legal möglich sei, Briefe mit – je nach Quelle – nur etwa 2 bis 5 Cent zu frankieren. Außerdem müsste u. a. die Postleitzahl dazu in eckigen Klammern angegeben werden. Entsprechende Ausführungen werden oft der sogenannten Reichsbürgerbewegung zugeordnet. Ein Sprecher der Deutschen Post sagte dazu, das Gerücht sei „hinlänglich bekannt“ und im Übrigen „natürlich Quatsch“. Einerseits findet sich im Weltpostvertrag keine entsprechende Passage, andererseits ist dieser ohnehin nur zwischen den Postunternehmen abgeschlossen, sodass sich Endkunden nicht darauf berufen können. Dass Briefe mitunter dennoch trotz zu geringen Portos anstandslos transportiert werden, liegt demnach daran, dass die Post aus logistischen Gründen oft keine Nachgebühr erhebt.